# ユーイング (ドイツ企業)
ユーイング (ドイツ語: Joachim Uhing GmbH & Co. KG) は1943年にヨアイム・ユーイング (ドイツ語: Joachim Uhing) によって設立されたローリングリングドライブ製品を開発、販売するドイツの企業である。
本社および工場はシュレースヴィヒ=ホルシュタイン州レンズブルク エッカーンフェルデ地区フリントベックにある。2017年に事業所の拡張のため現在の場所に移転した。
現在日本国内における総代理店は株式会社トミタが担っている。

## 概要
ユーイングは1943年から一貫してリニアドライブ製品の開発を行ってきて現在では同分野のパイオニア企業かつリーディングカンパニーとして確固たる地位を築いている。
現在では自動化技術の開発も行っており事業の拡張を進めている。
ホームページによれば、ユーイングがこの地位を確固たるものにした理由に「常に革新的な製品を開発、製造しているからにほかなりません。」と挙げている。